# Calle Karl Johans
La calle Karl Johans (en noruego: Karl Johans gate) es la calle principal de la ciudad de Oslo, Noruega. Fue nombrada en honor de Carlos III Juan, rey de Suecia y Noruega. 
La calle Karl Johans es una composición de varias calles antiguas que fueron vías separadas. La sección oriental fue parte de la ciudad original de Cristián IV, cerca de las murallas que rodeaban la ciudad. Cuando se retiraron las murallas para dejar sitio a la catedral de Oslo, tres secciones separadas se convirtieron finalmente en Østre Gade, el primer nombre que recibió esta calle.
La sección occidental más amplia fue construida durante la década de 1840 como una vía que conectaba el recientemente construido Palacio Real con el resto de la ciudad. En 1852 fue renombrada a Karl Johans gate, en honor al rey recientemente fallecido.

## Galería

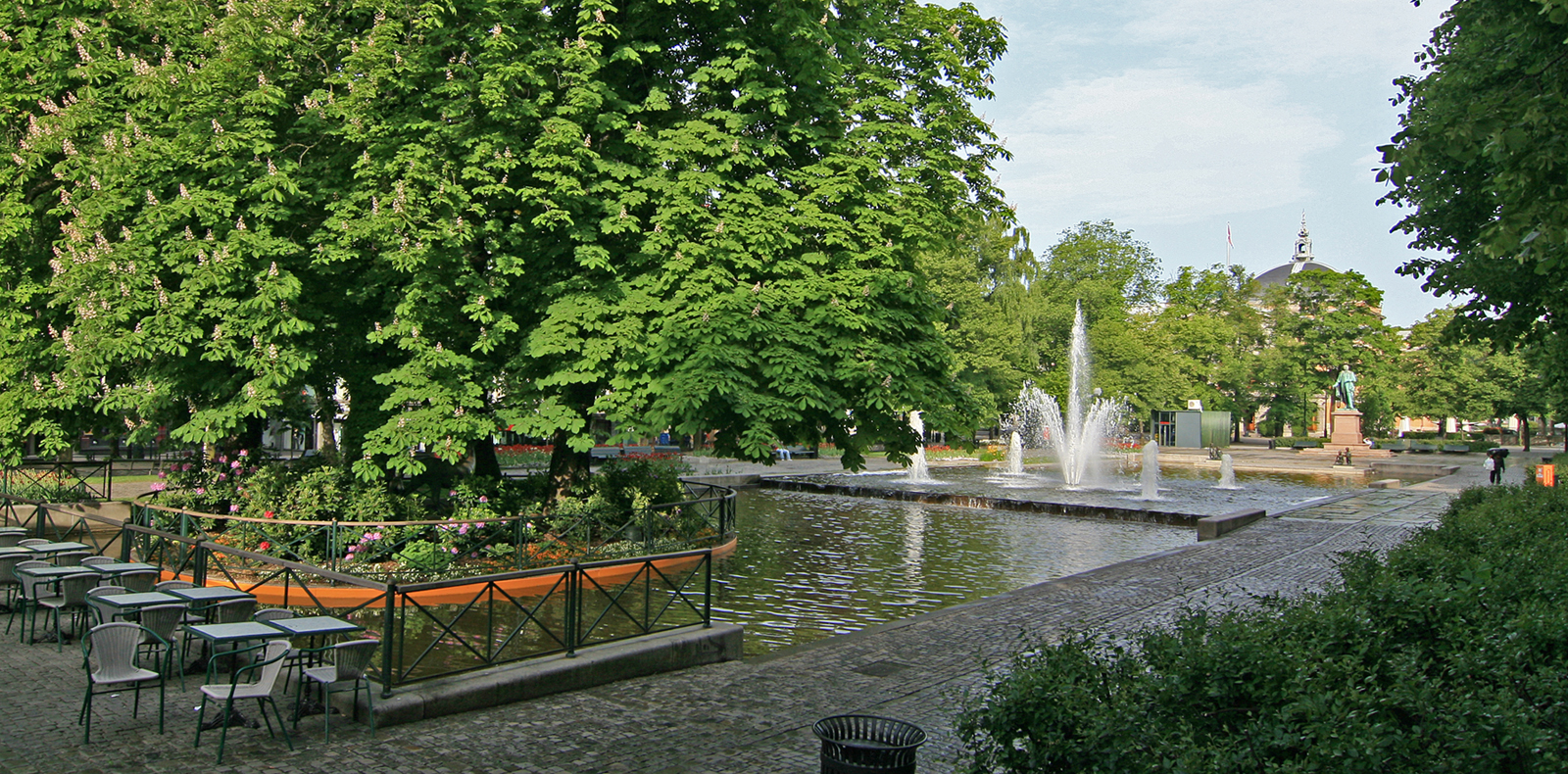
Eidsvolls plass
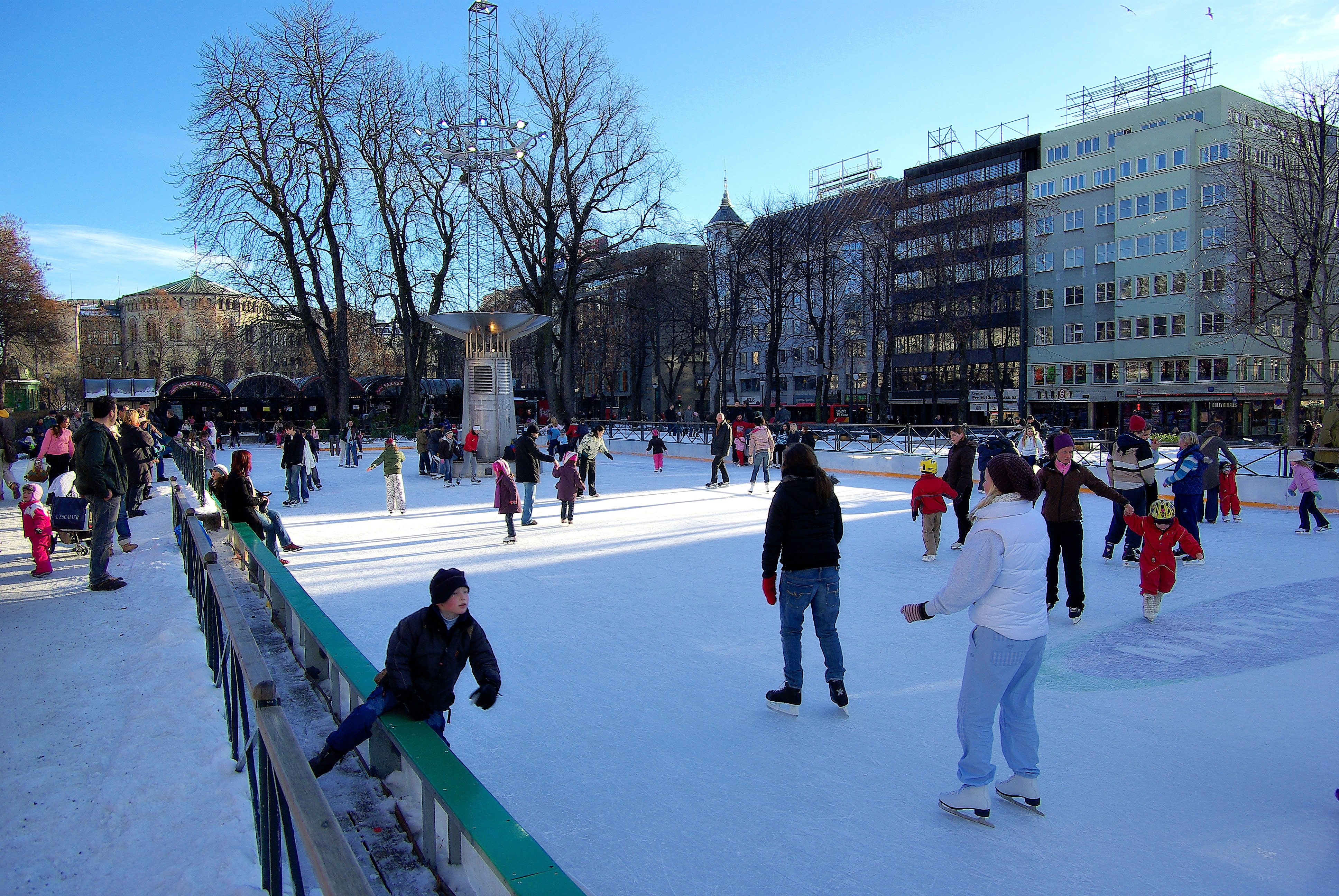
Spikersuppa
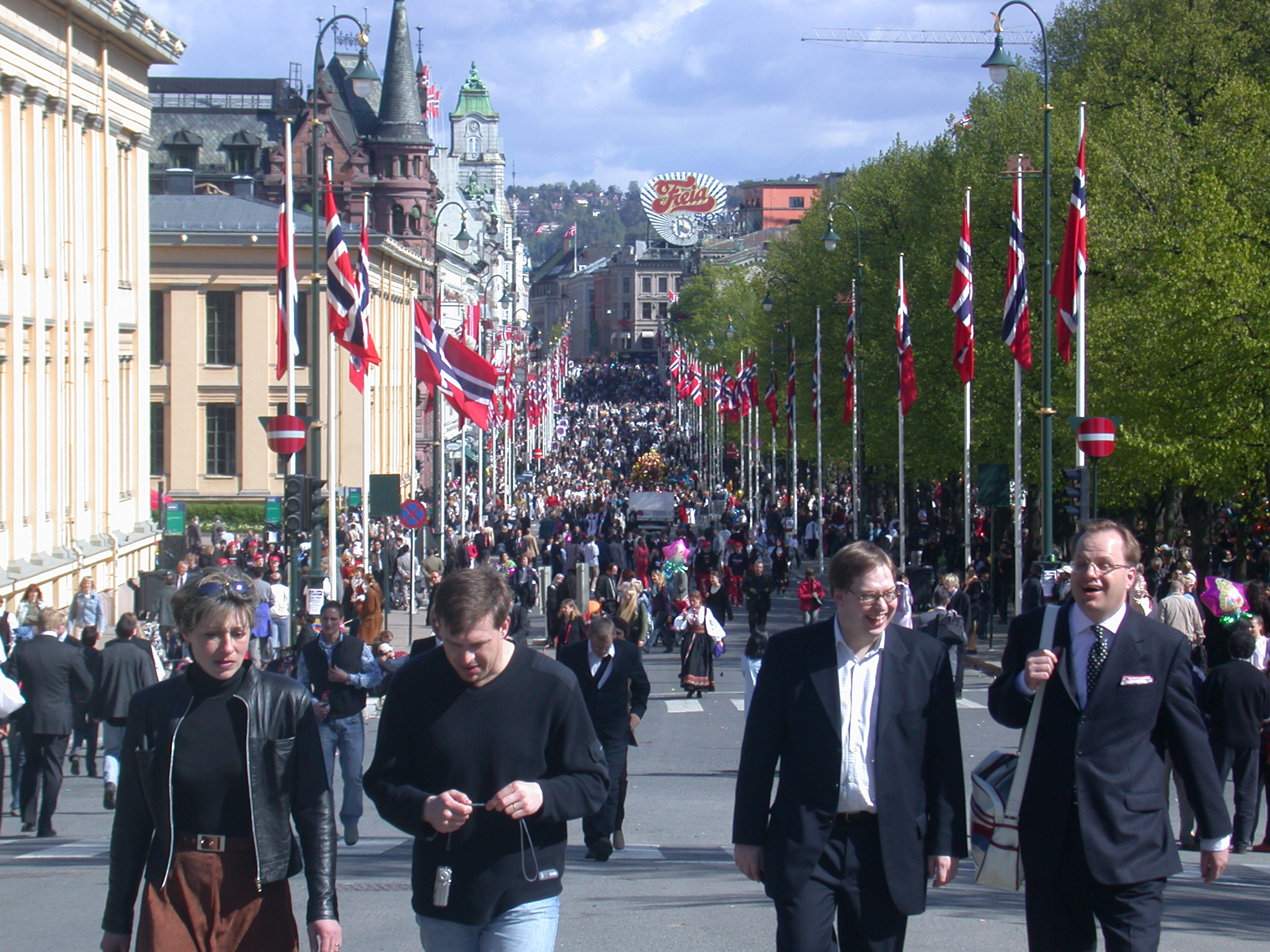
Puerta de Karl Johans en primavera (Día de la Constitución noruega, 17 de mayo)
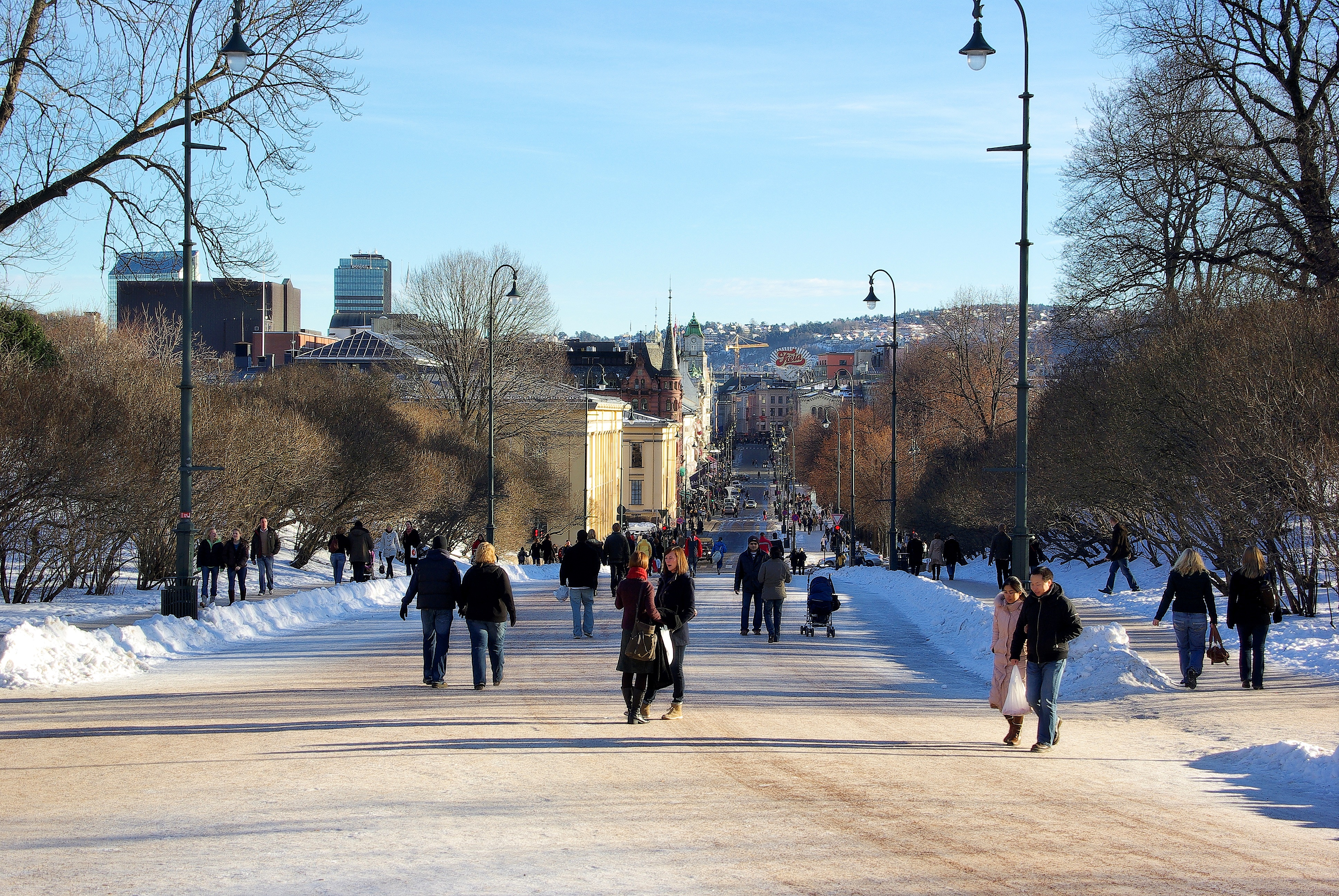
Puerta de Karl Johans en invierno